# GDS環球
GDS環球有限公司，簡稱GDS環球（英語：GDS Global Limited，SGX：5VP），於1982年由Michael Wong Lok Yung（主席和總裁）和3名合夥人設立「Divine Builders Pte. Ltd.」。
現時業務在本地經營生產商业及工业门和卷闸系统設備，總部位於86 International Road Singapore 629176。
該股份在2013年4月19日於新交所凱利板上市。招股價為0.25新加坡元，全數配售股份為17,500,000股，集資額為4,375,000新加坡元，認購只有100万股。

## 連結
- gdsglobal.com.sg（页面存档备份，存于）